# 芬塔鄉 (登博維察縣)
44°48′N 25°48′E / 44.800°N 25.800°E
芬塔鄉（羅馬尼亞語：Comuna Finta, Dâmbovița），是羅馬尼亞的鄉份，位於該國南部，由登博維察縣負責管轄，面積49平方公里，海拔高度153米，2007年人口4,532，人口密度每平方公里92人。